# Манди, Питер
Пи́тер Ма́нди (англ. Peter Mundy, ок. 1596 — год смерти неизвестен) — английский купец и путешественник XVII века. Оставил рукописные отчёты о своих поездках по Европе, Индии, Китае, Японии и островам Индийского океана, отразив в них местные достопримечательности, традиции и личные впечатления. В период 1640—1647 гг. посетил Архангельск. Его отчёты впервые были опубликованы в 1907 году.

## Биография

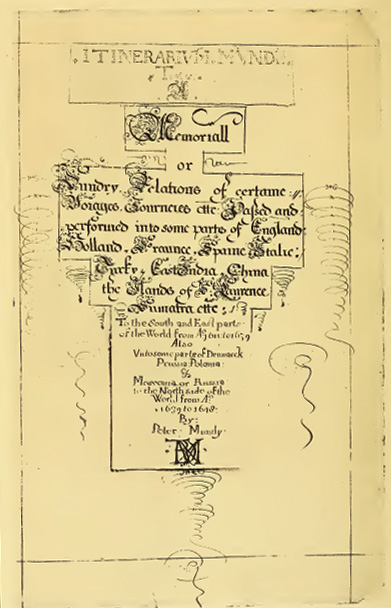
Титульный лист рукописи Питера Манди

Родился около 1596 года в городке Пенрин недалеко от Фалмута на юге английского графства Корнуолл. В 1608 подростком едет с отцом в столицу французской провинции Нормандия Руан, где остаётся на месяц, после чего был оправлен в Байонну (Гасконь). Там он два года изучает французский и затем возвращается в Фалмут. С конца 1614 года живёт в Севилье. В 1617 на корабле «Royall Merchant» под командованием капитана Джошуа Даунинга отправляется в Константинополь помощником купца Джеймса Уича. Вскоре однако тот умер от чёрной оспы, эпидемия которой разразилась в городе, и Питера берёт к себе работать Лоренс Грин, который впоследствии стал консулом компании «Левант» в Смирне.
В 1620 году Манди получает разрешение вернуться в Англию со свитой бывшего британского посла в Османской империи Пола Пиндара. Сухопутное путешествие на лошадях началось 6 мая и оно подробно отражено в дневнике, который начинает вести Питер. Только одна дорога до Белграда заняла 25 дней. Там они находились до 7 июня, после чего отправились дальше. 13 июня прибыли в Сараево, а 20 июня достигли столицы Далмации города Сплит, где путешественников поместили в карантин вплоть до 29 июня. 3 июля 1620 года отряд погрузился на корабль, на котором за 4 дня пересёк Венецианский залив. Месяц проведя в Венеции, свита бывшего посла и Питер Манди 13 августа отправились в Турин, в Савойское герцогство, где пробыли 2 дня. 3 сентября он добрался до Париж, где с пользой провёл два дня, посетив Лувр, Собор Парижской Богоматери, строящийся Люксембургский дворец и другие достопримечательности. Возвращение в Англию состоялось 13 сентября. За время путешествия от Константинополя до Лондона по подсчётам Манди было покрыто 1838 миль.
В марте 1621 он посетил родной город Пенрин, а летом едет в Севилью с грузом сардин. В 1622 возвращается в Англию, где устраивается на службу к купцу Ричарду Уичу. В 1625 едет в Испанию по медным контрактам и через полгода возвращается на корабле «Margett» под командованием капитана Молтона. Вскоре Вич умирает и Манди остаётся не у дел.
1626 год он проводит в Сен-Мало и на острове Джерси, пытаясь устроить собственный бизнес, а в 1627 возвращается в Пенрин.
В октябре 1627 года он отправляет прошение директорам Ост-Индийской компании отправить его в Индию в качестве торгового агента и 31 октября получает положительный ответ. Заключив контракт на пять лет с жалованием 25 фунтов в год, в феврале 1628 года на корабле «Expedition» под командованием капитана Ричарда Свонли отправляется в Индию. В сентябре прибывает в Сурат, где находилась английская торговая фактория. Оттуда через два года Манди едет в Агру, а после обратно в Сурат.
В 1634 году он возвращается из Индии на борту «Royall Mary» и в том же году предпринимает торговую поездку в Лондон на корабле «Lobster boate», после чего возвращается в Пенрин. В 1635 отправляется с флотом сэра Уильяма Куртена в Индию и Японию, посетив затем Индонезию, Мадагаскар и другие острова Индийского океана. Через три года возвращается в Англию, прибыв в Лондон 15 декабря 1638 года.
В 1640—1647 гг. по торговым делам Питер Манди за свой счёт побывал в Голландии, России (посетив Архангельск), Пруссии и Польше. В 1647 возвращается в Фалмут, а в 1650 в Пенрине пишет первое приложение к своей рукописи. В 1654 в Лондоне пишет воспоминания о своих ранних путешествиях. В 1655 году он совершает третье и последнее путешествие в Индию (на корабле «Alleppo Merchant»), вернувшись в Лондон 3 сентября 1656 года, где спустя два года пишет приложение о текущих событиях.
В 1663 Питер Манди возвращается в Пенрин, где живёт вплоть до 1667 года и после этого сведения о нём отсутствуют. В этот период он продолжал составлять хронику текущих событий, включая новости из Индии, появления комет и т. д., которая завершается копией декларации о заключении Бредского соглашения, прочитанной им 11 сентября 1667 года.

## Питер Манди о маврикийском дронте
Этот путешественник был одним из немногих, кто видел живых маврикийских дронтов — птиц, вскоре вымерших — и оставил об этом сообщение. Он наблюдал две особи в зверинце Сурата, находясь в этом индийском городе в период 1628—1634 гг. Об этом он упомянул в своём отчёте (англ. Relation XXVIII) о пребывании около острова Маврикий в апреле 1838 года. Внешний вид додо и рыжего маврикийского пастушка (также впоследствии вымершего) за 230 лет до появления теории эволюции Чарльза Дарвина навёл Питера Манди на следующие, необычные для своего времени размышления:

Об этих двух птицах было упомянуто выше и на сколько нам ещё известно, ни одной из них не было найдено за пределами этого острова, который лежит примерно в 100 лигах от острова Святого Лаврения [Мадагаскар]. Можно задать вопрос, как это они очутились здесь и нигде более, столь далёко от другой суши, не умея ни летать, ни плавать; путём ли смешения видов, что порождает странные и чудовищные формы, или это природа климата, воздух и земля изменяют первичные очертания за долгое время, или это что-то ещё.
Оригинальный текст (англ.)Of these 2 sorts off fowl afforementionede, For oughtt wee yett know, Not any to bee Found out of this Iland, which lyeth aboutt 100 leagues From St. Lawrence. A question may bee demaunded how they should bee here and Not elcewhere, beeing soe Farer From other land and can Neither fly or swymme; whither by Mixture off kindes producing straunge and Monstrous formes, or the Nature of the Climate, ayer and earth in alltring the First shapes in long tyme, or how
— 